# Immeuble commercial Otra
L'Immeuble commercial d'Otra OY (finnois : Otra Oy:n liiketalo) est un bâtiment construit dans le quartier de Nalkala à Tampere en Finlande.

## Présentation
La construction du bâtiment, conçu par l'architecte Georg Schreck, est achevée en 1914. L'immeuble sert à l'origine de bâtiment commercial à l'entreprise Tampereen Rakennuskonttori nommée aussi Otra Oy,.
L'immeuble Otra est le premier bâtiment à ossature de béton armé à Tampere. 
La nouvelle technologie a permis d'installer de grandes fenêtres dans les locaux commerciaux des étages inférieurs.
Les façades sont en granite dans le style romantique national, bien qu'à l'époque de la construction de la maison, ce style n'était plus largement utilisé.
Dans les années 1960, le bâtiment a été surélevé d'un étage. Les modifications ont été conçues par l'architecte Harry W. Schreck. 
Avec le niveau supplémentaire, la forme du toit a changé ce qui a endommagé l'aspect Art nouveau de l'édifice,,.